# Solanum nienkui
Solanum nienkui är en potatisväxtart som beskrevs av Elmer Drew Merrill och Woon Young Chun. Solanum nienkui ingår i släktet skattor som ingår i familjen potatisväxter. Inga underarter finns listade i Catalogue of Life.